# Bob Nystrom
Bob "Bobby" Nystrom, född 10 oktober 1952 i Stockholm som Robert Thore Nyström, är en svenskfödd kanadensisk före detta professionell ishockeyspelare med dubbelt medborgarskap som spelade i NHL–klubben New York Islanders från 1972 till 1986.
Vid fyra års ålder emigrerade Bobs familj från Sverige till Kanada. Han spelade juniorhockey i Kamloops Rockets, och kom till New York och Islanders hösten 1972.
Bob Nystrom gjorde 900 NHL-matcher för New York Islanders och fick vara med om att vinna fyra Stanley Cup–finaler med klubben. Hans största stund i karriären var när han på övertid avgjorde den sjätte Stanley Cup–finalen 1980 mot Philadelphia Flyers, som förde Islanders till den första av fyra raka cuptitlar. Poängmässigt svarade Nystrom för sin bästa säsong 1977–1978 då han svarade för 30 mål och 29 assist på 80 matcher. Han avslutade sin aktiva karriär 1986 efter en ögonskada. Han stannade dock kvar i Islanders organisation, först som assisterande tränare och senare med marknadsföring inom klubben. 
Hans tröjnummer 23 hänger i taket i Nassau Veterans Memorial Coliseum och han kallas ofta för Mr. Islander för sitt berömda mål 1980, samt även för sitt engagemang för klubben.
Nystrom var aktuell för spel med Tre Kronor i Canada Cup 1981 men tvingades tacka nej då han låg i kontraktsförhandlingar och inte vågade chansa med spel om han skulle dra på sig någon skada.
Bob Nystrom har en son, Eric Nystrom, som är amerikansk medborgare och bland annat spelat för Calgary Flames, Minnesota Wild och Dallas Stars, och som representerade USA i VM 2010.

## Statistik
| 1969–1970  | Kamloops Rockets     | BCJHL      | 48  | 16  | 17  | 33  | —    | —   | —  | —  | —  | —   |
| 1970–1971  | Calgary Centennials  | WCHL       | 66  | 15  | 16  | 31  | 153  | 10  | 2  | 3  | 5  | 32  |
| 1971–1972  | Calgary Centennials  | WCHL       | 64  | 27  | 25  | 52  | 178  | 11  | 3  | 6  | 9  | 27  |
| 1972–1973  | New York Islanders   | NHL        | 11  | 1   | 1   | 2   | 10   | —   | —  | —  | —  | —   |
|            | New Haven Nighthawks | AHL        | 60  | 12  | 10  | 22  | 114  | —   | —  | —  | —  | —   |
| 1973–1974  | New York Islanders   | NHL        | 77  | 21  | 20  | 41  | 118  | —   | —  | —  | —  | —   |
| 1974–1975  | New York Islanders   | NHL        | 76  | 27  | 28  | 55  | 122  | 17  | 1  | 3  | 4  | 27  |
| 1975–1976  | New York Islanders   | NHL        | 80  | 23  | 25  | 48  | 106  | 13  | 3  | 6  | 9  | 30  |
| 1976–1977  | New York Islanders   | NHL        | 80  | 29  | 27  | 56  | 91   | 12  | 0  | 2  | 2  | 7   |
| 1977–1978  | New York Islanders   | NHL        | 80  | 30  | 29  | 59  | 94   | 7   | 3  | 1  | 4  | 14  |
| 1978–1979  | New York Islanders   | NHL        | 78  | 19  | 20  | 39  | 113  | 10  | 3  | 2  | 5  | 4   |
| 1979–1980  | New York Islanders   | NHL        | 67  | 21  | 18  | 39  | 94   | 20  | 9  | 9  | 18 | 50  |
| 1980–1981  | New York Islanders   | NHL        | 79  | 14  | 30  | 44  | 145  | 18  | 6  | 6  | 12 | 20  |
| 1981–1982  | New York Islanders   | NHL        | 74  | 22  | 25  | 47  | 103  | 15  | 5  | 5  | 10 | 32  |
| 1982–1983  | New York Islanders   | NHL        | 74  | 10  | 20  | 30  | 98   | 20  | 7  | 6  | 13 | 15  |
| 1983–1984  | New York Islanders   | NHL        | 74  | 15  | 29  | 44  | 80   | 15  | 0  | 2  | 2  | 8   |
| 1984–1985  | New York Islanders   | NHL        | 36  | 2   | 5   | 7   | 58   | 10  | 2  | 2  | 4  | 29  |
| 1985–1986  | New York Islanders   | NHL        | 14  | 1   | 1   | 2   | 16   | —   | —  | —  | —  | —   |
| NHL totalt | NHL totalt           | NHL totalt | 900 | 235 | 278 | 513 | 1248 | 157 | 39 | 44 | 83 | 236 |
| AHL totalt | AHL totalt           | AHL totalt | 60  | 12  | 10  | 22  | 114  | —   | —  | —  | —  | —   |

## Bob Nystrom Award
Från säsongen 1990–1991 delas Bob Nystrom Award ut till den spelare i New York Islanders som bäst representerar ledarskap, forcerad spelstil och engagemang inom laget. Mottagare av priset under åren har varit:
- 1991 – Brent Sutter
- 1992 – Ray Ferraro
- 1993 – Benoit Hogue
- 1994 – Steve Thomas
- 1996 – Dan Plante
- 1997 – Claude Lapointe
- 1998 – Rich Pilon
- 1999 – Claude Lapointe
- 2000 – Claude Lapointe
- 2001 – Dave Scatchard
- 2002 – Steve Webb
- 2003 – Jason Blake & Garth Snow
- 2004 – Adrian Aucoin
- 2005 – NHL-lockout
- 2006 – Kevin Colley
- 2007 – Trent Hunter
- 2008 – Richard Park
- 2009 – Tim Jackman
- 2010 – Kyle Okposo
- 2011 – Frans Nielsen
- 2012 – Matt Martin
- 2013 – Matt Martin
- 2014 – Matt Martin
- 2015 – Matt Martin
- 2016 – Matt Martin
- 2017 – Anders Lee
- 2018 - Casey Cizikas
- 2019 – Casey Cizikas
- 2020 – Matt Martin
- 2021 - Jean-Gabriel Pageau